# Papiro 87
O Papiro 87 (nos numerais de Gregory-Aland), designado por {\displaystyle {\mathfrak {P}}}87, é um antigo papiro do Novo Testamento. Ele é o mais antigo manuscrito conhecido da Epístola a Filemon. Os textos que sobreviveram de Filemon são os versos 13-15, 24-25.